# 현미차

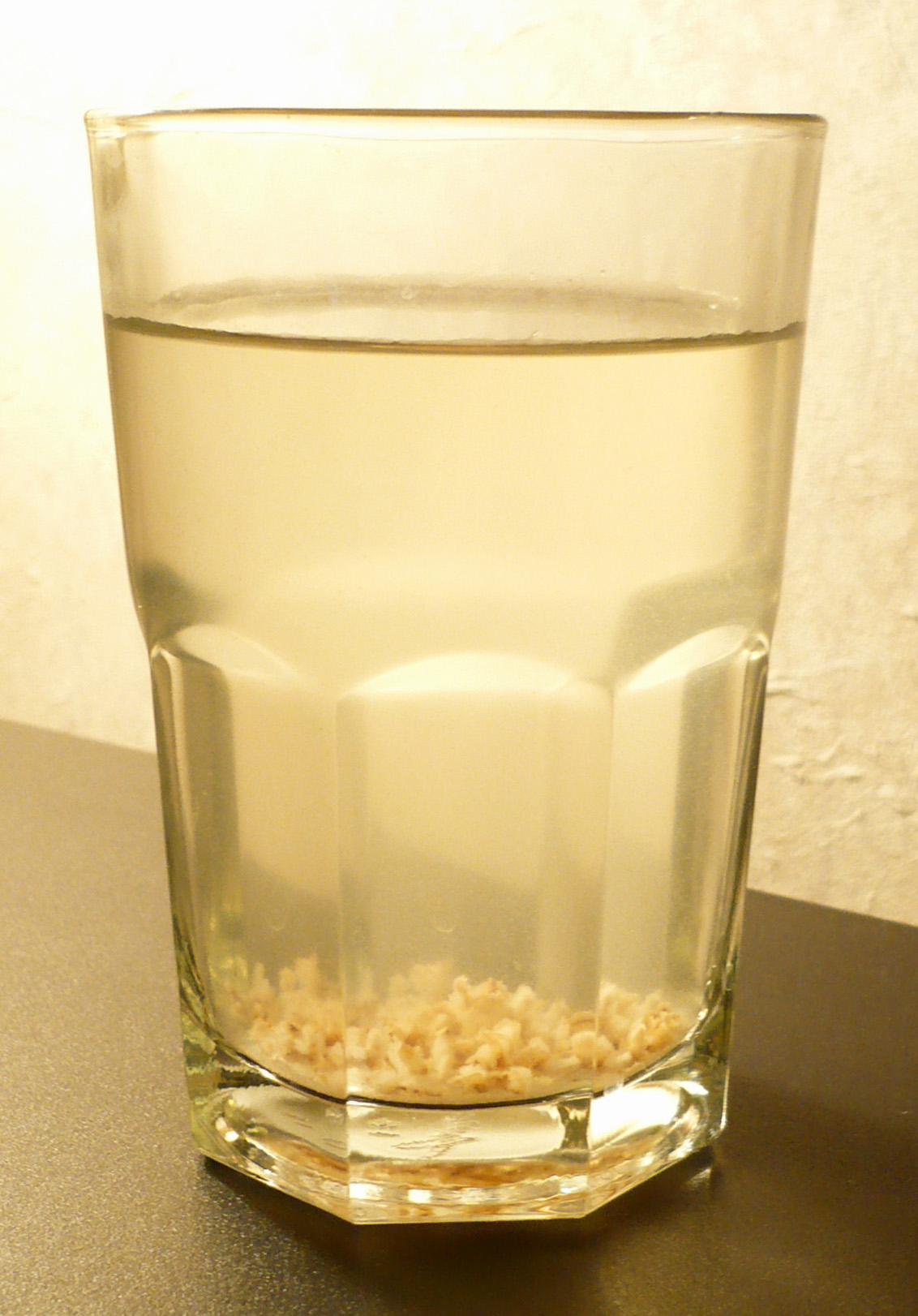
현미차의 색은 옅은 황색을 띤다.

현미차(玄米茶)는 현미를 이용하여 끓여낸 차이다. 현미차는 일반적으로 옅은 황색에서 갈색의 색채를 띤다.

## 만드는 방법
현미를 물에 씻은 뒤 물기를 제거한다. 이를 볶은 뒤 잘게 부순 가루에 뜨거운 물을 부어 마시거나, 또는 볶은 현미에 물을 부어 달인 뒤 건더기를 걸러 내어 마실 수도 있다. 볶을 때는 기름기 없는 프라이팬에 현미를 담고 색이 노랗게 될 때까지 가열해 준다. 완성된 차에 설탕이나 꿀을 첨가하여 마실 수도 있다.

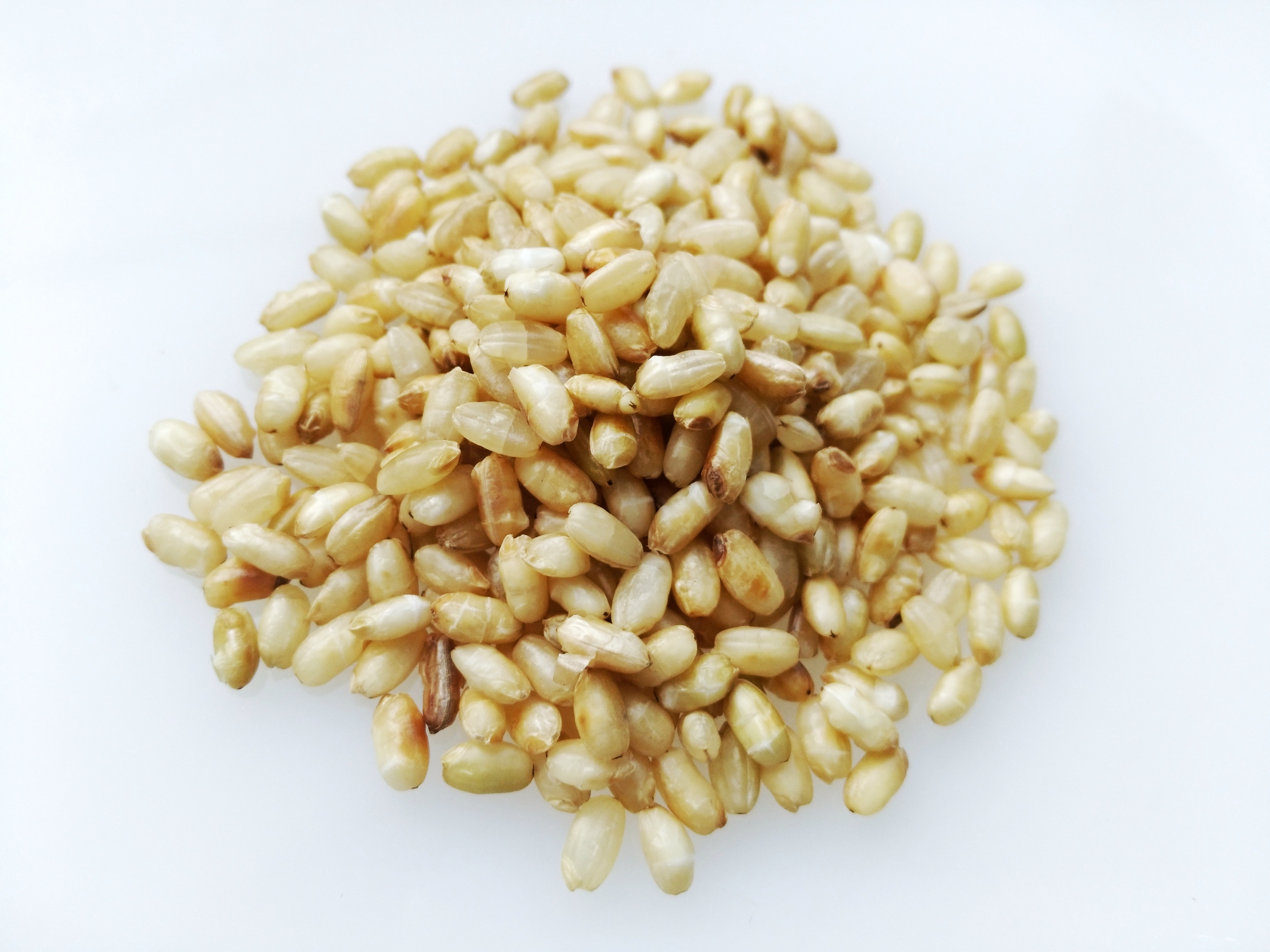
볶은 현미
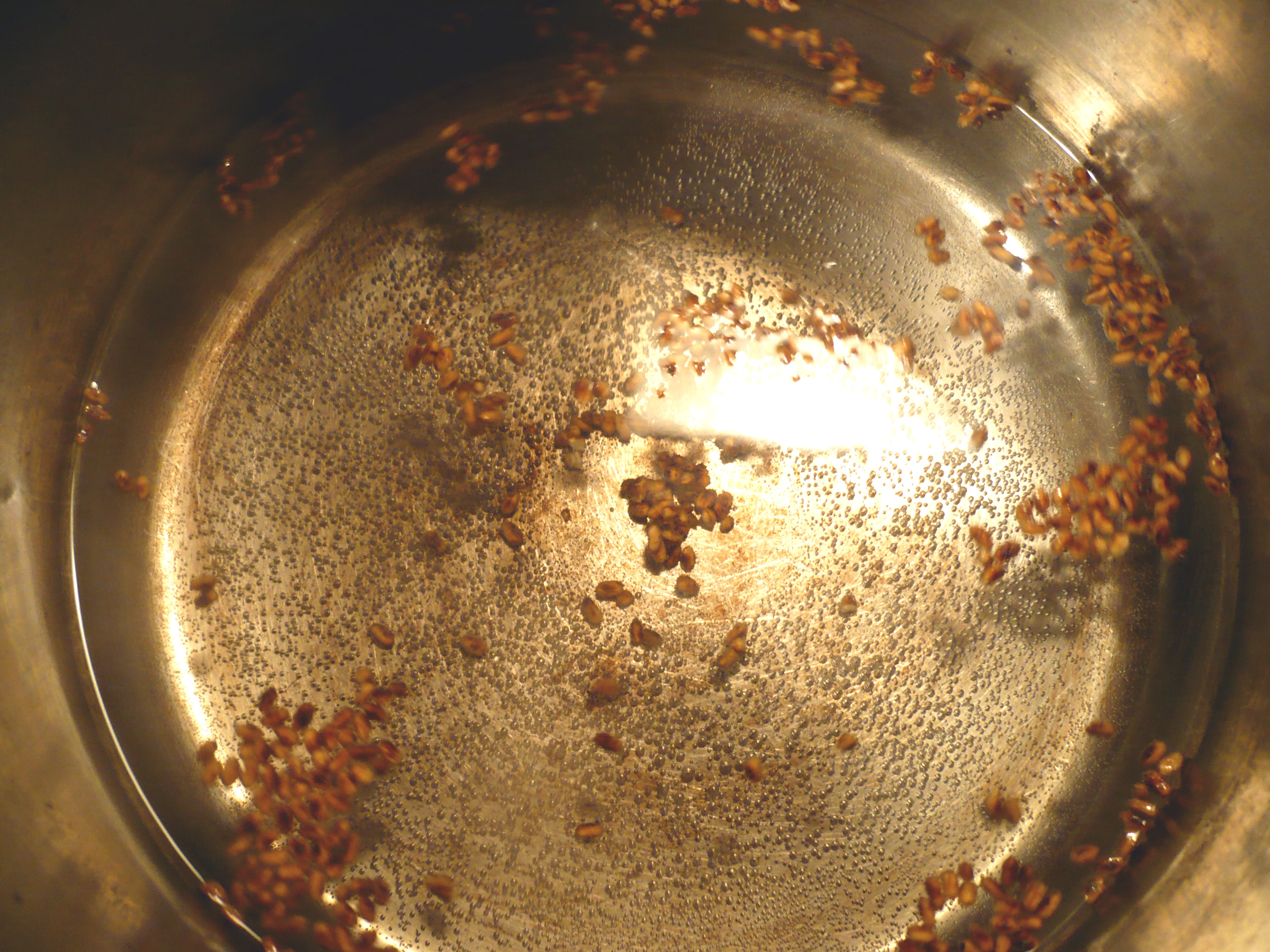
현미차 끓이기

## 효과
콜레스테롤 수치를 감소시키며 중금속 등 유해물질을 효과적으로 체외로 배출하는 등 이뇨작용을 돕고 내장을 튼튼하게 해 주고 자율신경의 기능을 안정시키며, 각기병과 암을 예방한다.

## 상업적 시판
대한민국에는 여러 현미차가 약간씩 다른 형태로 개량되어 상업적으로 시판되고 있다. 예를 들면 누룽지를 현미차에 섞거나, 녹찻잎과 섞거나(이를 일본에서는 겐마이차라고 부르며, 대한민국에서는 '현미녹차'라는 용어를 쓰기도 한다), 여러 종류의 다른 차와 혼합하기도 한다.

## 같이 보기
- 겐마이차: 현미차와 비슷하지만 녹차가 섞여 있는 일본의 차.
- 숭늉
- 보리차
- 옥수수차
- 식혜